# Liste der Einträge im National Register of Historic Places in der Chugach Census Area
Die Liste der Registered Historic Places in der Chugach Census Area führt alle Bauwerke und historischen Stätten in der Chugach Census Area des US-Bundesstaates Alaska auf, die in das National Register of Historic Places aufgenommen wurden.

## Cordova
- Cape Hinchinbrook Light Station
- Cordova Post Office and Courthouse
- Million Dollar Bridge
- Palugvik Archeological District
- Reception Building
- Red Dragon Historic District
- St. Michael the Archangel Church (Cordova)

## Katalla
- Bering Expedition Landing Site
- Cape St. Elias Lighthouse
- Chilkat Oil Company Refinery Site